# Amunicja sportowa

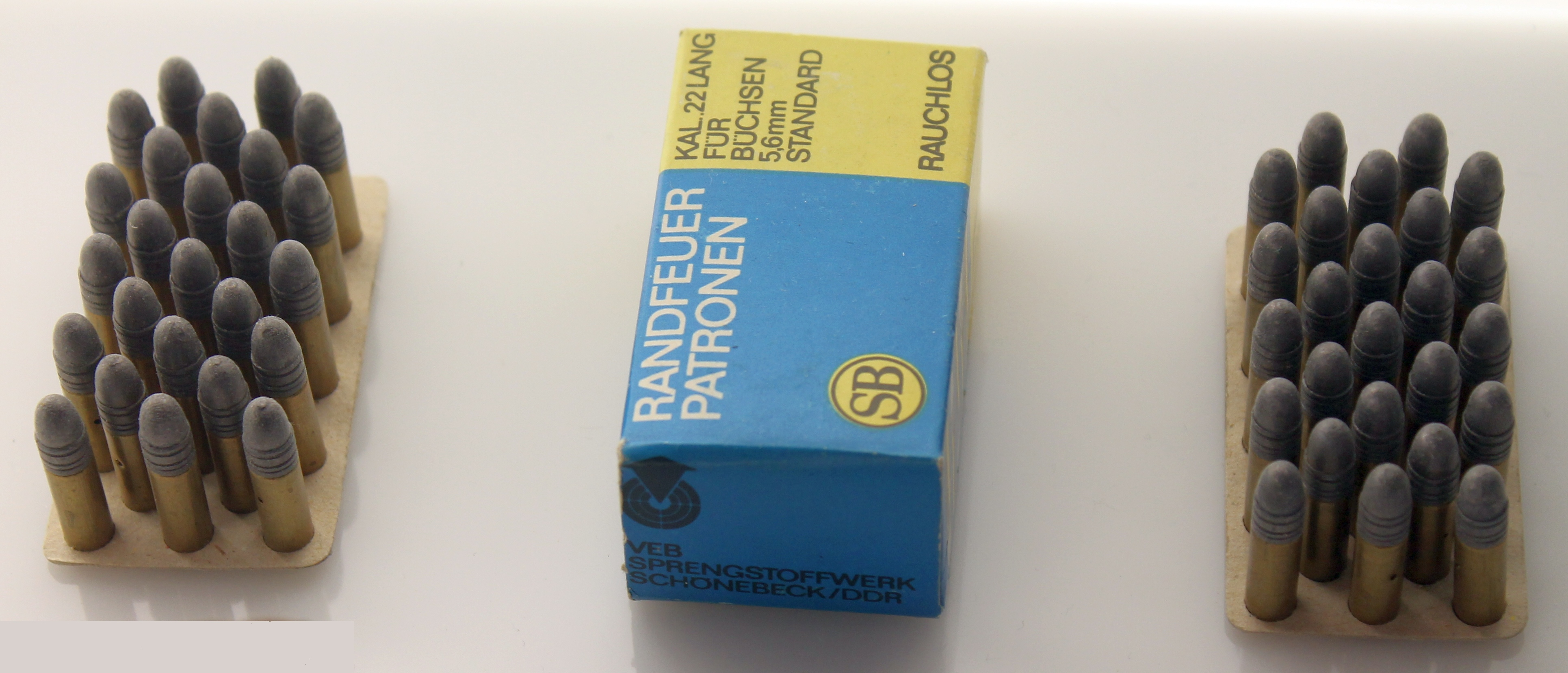
Naboje bocznego zapłonu .22 LR, najpopularniejszy typ amunicji sportowej

Amunicja sportowa – amunicja używana do strzelań sportowych.
Zalicza się do niej głównie amunicję bocznego zapłonu, stosowaną w broni sportowej oraz amunicję do broni strzeleckiej, którą charakteryzuje precyzja wykonania. Najpopularniejszym typem amunicji sportowej jest małokalibrowy nabój .22 LR (5,6 mm).